# ウィリアム・セシル (第3代エクセター侯爵)

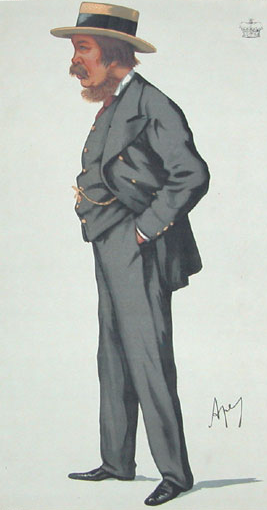
『バニティ・フェア』1881年4月9日号におけるカリカチュア、カルロ・ペレグリーニ画。

第3代エクセター侯爵ウィリアム・アレイン・セシル（William Alleyne Cecil, 3rd Marquess of Exeter PC、1825年4月30日 – 1895年7月14日）は、イギリスの貴族、保守党の政治家。庶民院議員、王室会計長官、儀仗衛士隊隊長を務めた。

## 生涯
第2代エクセター侯爵ブラウンロー・セシルと妻イザベラ（1803年2月6日 – 1879年3月6日、ウィリアム・スティーブン・ポインツの娘）の息子として、1825年4月30日にコノート・プレイスで生まれた。1839年から1843年までイートン・カレッジで教育を受けた後、1844年6月27日にケンブリッジ大学セント・ジョンズ・カレッジに入学、1847年にM.A.の学位を修得した。
1847年イギリス総選挙で保守党候補としてサウス・リンカンシャー選挙区から出馬、無投票で庶民院議員に当選した。1852年イギリス総選挙でも無投票で再選した。1857年イギリス総選挙でノース・ノーサンプトンシャー選挙区に鞍替えして無投票で当選、1859年イギリス総選挙では1,849票（得票数1位）、1865年イギリス総選挙では無投票で再選した。
1845年11月26日にノーサンプトン民兵連隊の少佐に任命され、1846年1月7日に中佐（副隊長）に昇進した。1854年6月24日、ノーサンプトンシャーの副統監に任命された。1860年12月21日、民兵隊におけるヴィクトリア女王のエー＝ド＝カン（副官）に任命され、1895年まで務めた。
第3次ダービー伯爵内閣において、1866年7月10日に枢密顧問官、王室会計長官に任命された。1867年1月16日に父が死去すると、エクセター侯爵位を継承した。同年2月に王室会計長官を辞任、3月20日に儀仗衛士隊隊長に任命された。続く第1次ディズレーリ内閣で続投し、内閣が倒れると1868年12月に辞任した。第2次ディズレーリ内閣では1874年3月2日に儀仗衛士隊隊長に任命され、1875年2月に辞任した。
1883年時点でノーサンプトンシャーに15,625エーカー、ラトランドに8,998エーカー、リンカンシャーに3,095エーカー、レスターシャーに553エーカーの領地を所有し、合計で年収49,044ポンドに相当した。このほか、ロンドンのストランドにも不動産を所有した。

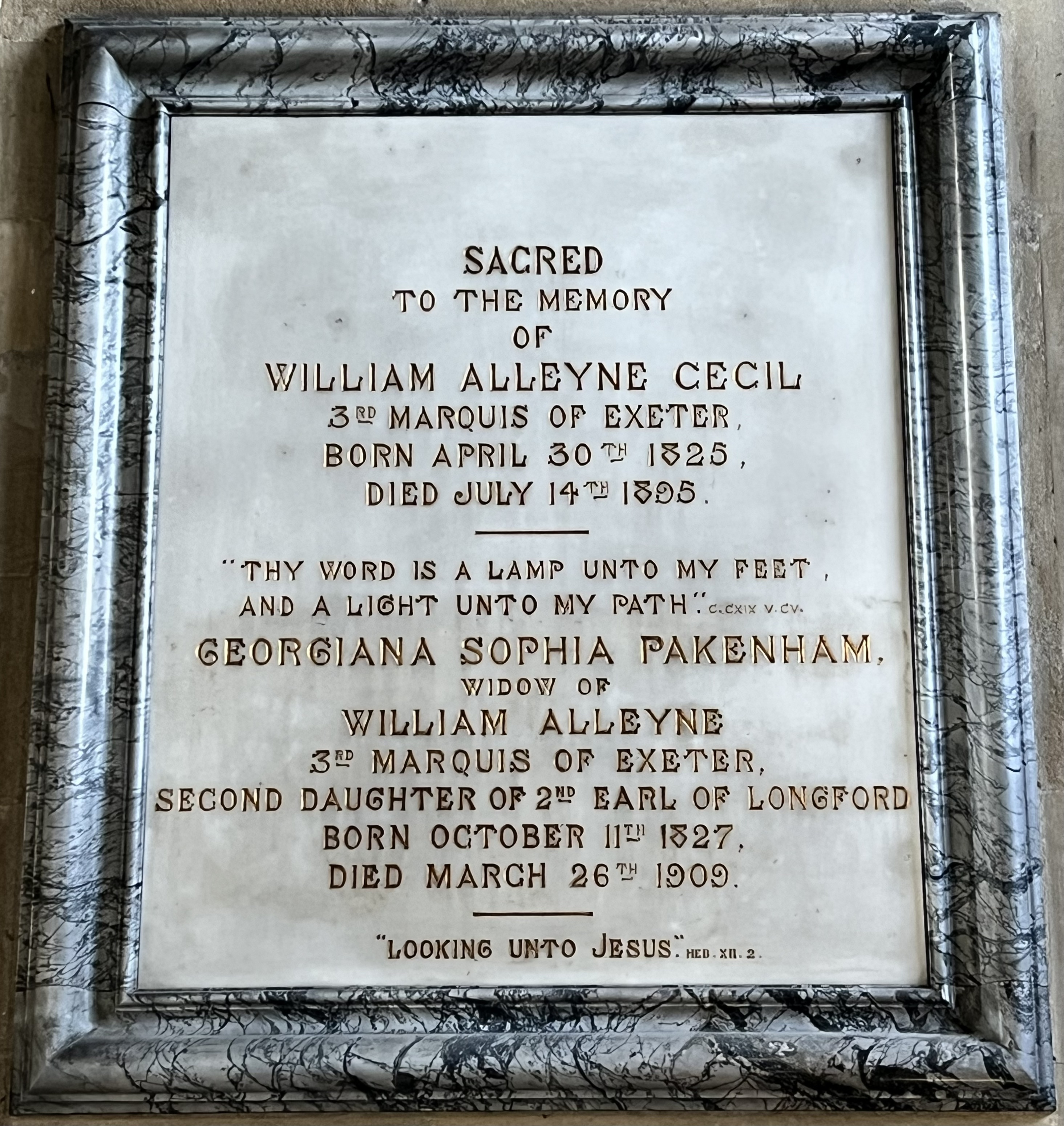
スタンフォード・バロン・セント・マーティンの教会にある第4代エクセター侯爵の記念碑、2023年撮影。

1895年7月14日にバーリー・ハウスで死去、長男ブラウンロー・ヘンリー・ジョージが爵位を継承した。

## 家族

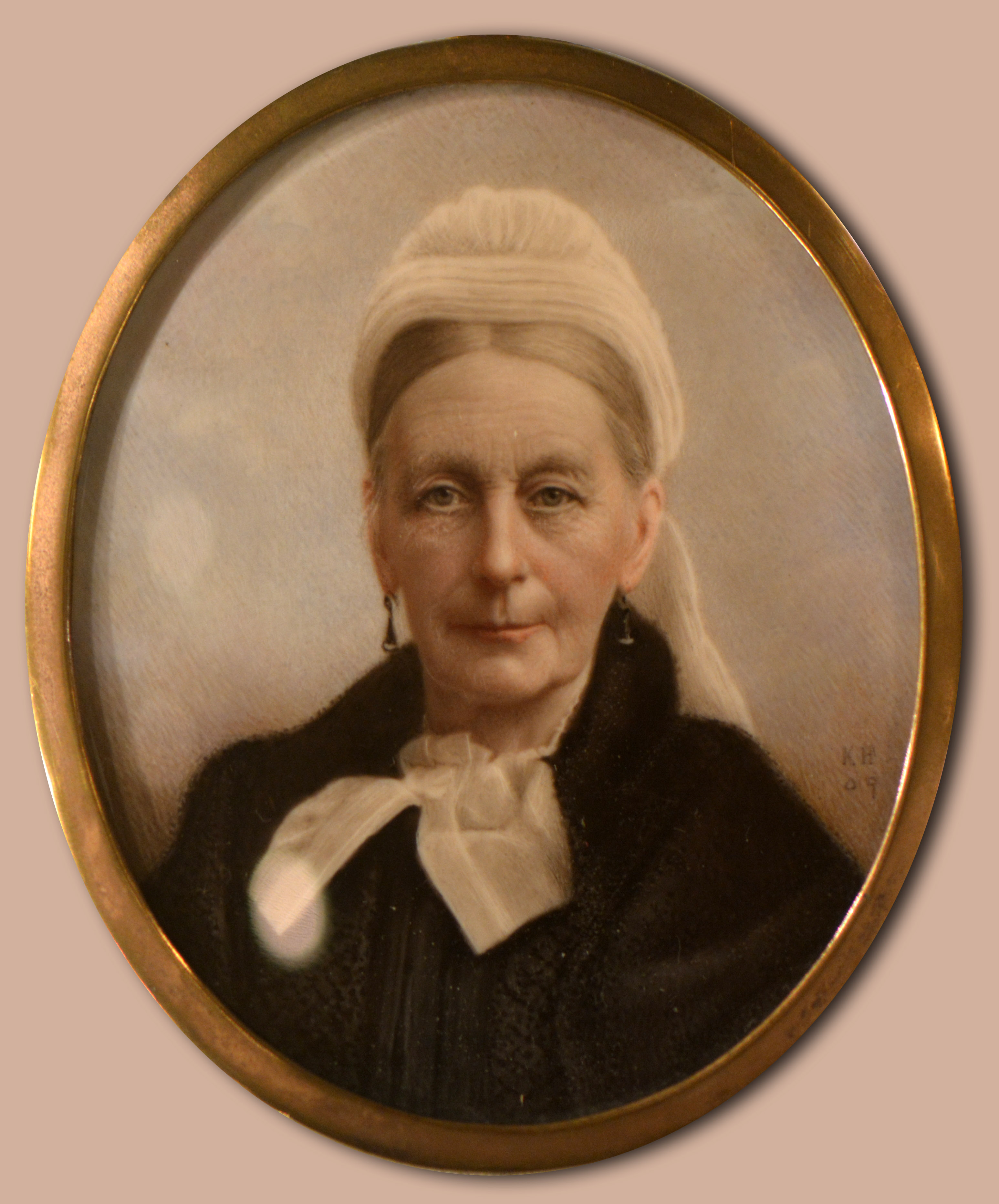
エクセター侯爵夫人ジョージアナ・ソフィア

1848年10月17日、ジョージアナ・ソフィア・パケナム（Georgiana Sophia Packenham、1827年10月11日 – 1909年3月26日、第2代ロングフォード伯爵トマス・パケナムの娘）と結婚、4男6女をもうけた。
- ブラウンロー・ヘンリー・ジョージ（1849年12月20日 – 1898年4月9日） - 第4代エクセター侯爵[1]
- フランシス・ホレス・ピアポント（1851年7月7日 – 1889年6月23日） - 1874年10月14日、イーディス・ブルックス（Edith Brooks、1923年5月9日没、初代準男爵サー・ウィリアム・カンリフ・ブルックス（英語版）の娘）と結婚、子供あり[17]
- イザベラ・ジョージアナ・キャサリン（1853年8月15日 – 1917年10月29日） - 1884年8月7日、ウィリアム・ヘンリー・トマス（William Henry Thomas、1903年4月28日没）と結婚[16][17]
- ウィリアム（英語版）（1854年11月2日 – 1943年4月16日） - 1885年9月2日、第2代ハックニーのアマースト女男爵メアリー・ロシズ・マーガレット・ティッセン＝アマースト（英語版）（1919年12月21日没）と結婚、子供あり。1924年8月14日、ヴァイオレット・モード・フリーアー（Violet Maud Freer、1957年1月9日没、ハーバート・オズワルド・コリヤーの元妻、パーシー・フリーアーの娘）と再婚[18]
- メアリー・ルイーザ・ウェルズリー（1857年7月4日[16] – 1930年8月12日） - 1880年5月24日、第2代ニューランズ男爵ジェームズ・ホジアー（英語版）と結婚[17]
- ジョージアナ・ヘンリエッタ・ソフィア（1859年11月18日 – 1869年4月1日[16]）
- キャサリン・サラ（1861年4月8日[16] – 1918年3月14日） - 1881年6月28日、第9代バーナード男爵ヘンリー・ヴェーン（英語版）と結婚、子供あり[17]
- フランシス・エミリー（1862年9月11日[16] – 1951年12月23日） - 生涯未婚[18]
- ルイーザ・アレクサンドリナ（1864年5月30日[16] – 1950年7月28日） - 生涯未婚[18]
- ジョン・パケナム（英語版）（1867年3月3日 – 1942年6月25日） - 1896年9月15日、イザベラ・モード・ジョイシー（Isabella Maud Joicey、1949年11月18日没、ジョン・ジョイシー（英語版）の娘）と結婚、子供あり[18]